# Paul Verlet
Pour les articles homonymes, voir Verlet.
Paul Verlet (18 août 1890 à Paris - 23 octobre 1922 à Saint-Pierre-du-Vauvray,), poète et soldat héroïque, est le chantre des « poilus » de la Première Guerre mondiale. Il est le fils du sculpteur académicien Raoul Verlet.

## Biographie
Domicilié 7 rue Galvani à Paris, il est mobilisé pendant la Première Guerre mondiale.
« Parti le 1er août 1914, comme simple soldat au 74e d’infanterie, fut blessé (de six blessures !) dans les corps à corps du Labyrinthe (en Artois) en 1915. Retourné au front à Auberive, une balle lui traverse la poitrine au raz du cœur […] Il repart volontaire une troisième et dernière fois en 1916 et subit une attaque par les gaz, qui le rejette définitivement du combat. » (citation de Sébastien-Charles Leconte).
Il est blessé par huit éclats de grenade en 1915 et par une balle dans la poitrine le 21 février 1916.
Le général Gouraud lui remet la médaille militaire en 1916. Il reçoit également la croix de guerre.
Il publia, en 1919, un recueil de poèmes rédigés durant la guerre. 
Paul Verlet devait mourir des complications de sa blessure en 1922. Le 27 octobre, ses obsèques sont célébrées en l'église Saint-Ferdinand-des-Ternes et il est inhumé au cimetière de Passy.
Il s'était lié d'amitié au compositeur Gustave Charpentier.

## Distinctions
- Croix de guerre 1914-1918 (1915)
- Médaille militaire (février 1916)

## Œuvres
Seigneur mon Dieu, Seigneur, je crois que je vivrai ! 

Oui, ma poitrine brûle et j'ai bien mal, c'est vrai... 

Je vivrai, je vivrai !... Vouloir c'est déjà vivre !
— Paul Verlet, De la boue sous le ciel
- Le testament du fantassin Écouter
- De la boue sous le ciel, esquisses d'un blessé, Plon-Nourrit, Paris, 1919, 248 p. ASIN: B001BMTE9Y (OCLC 458496453)